# Wasted words

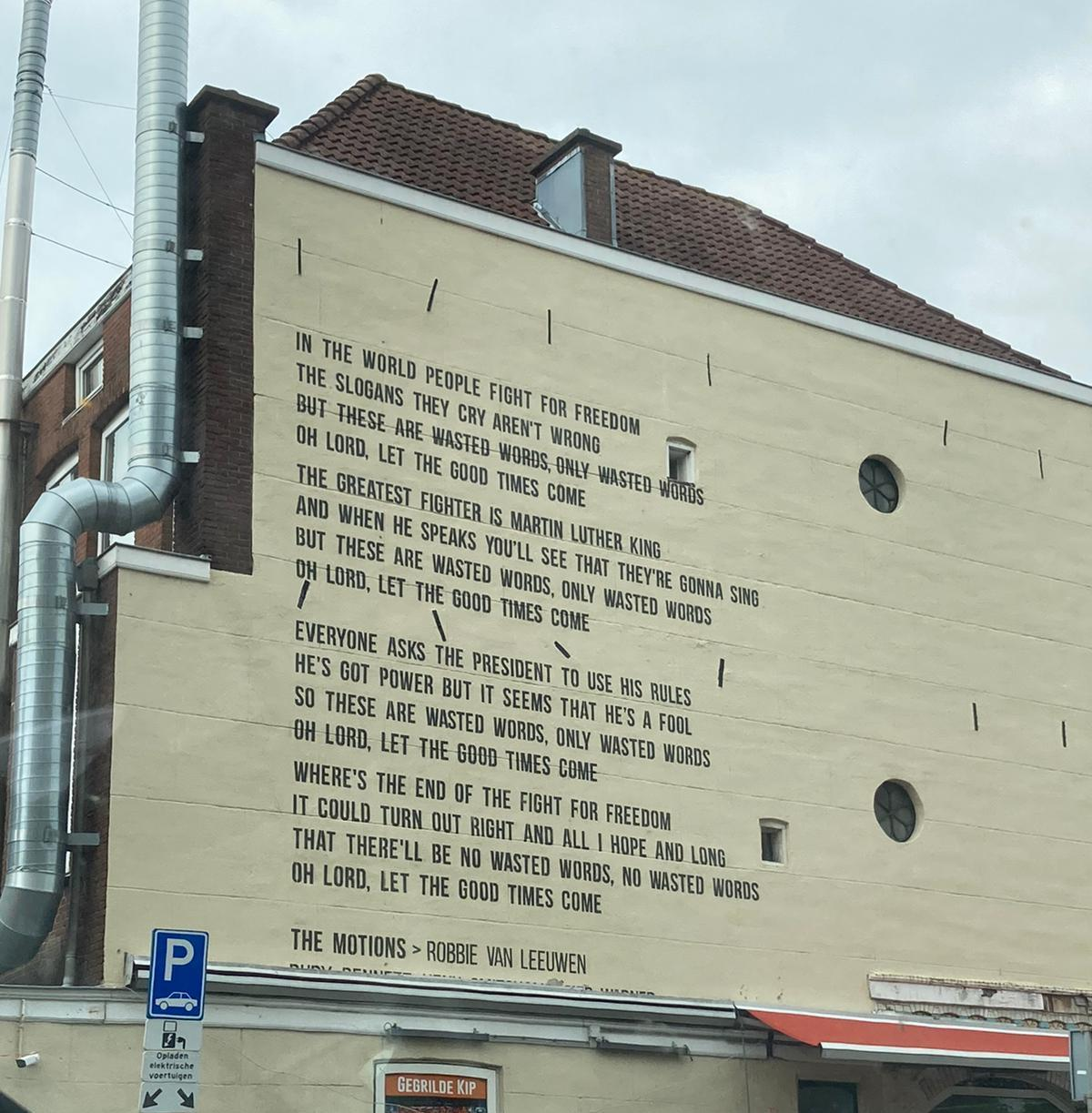
Muurschildering in Den Haag met de tekst van Wasted words, met gewijzigde openingsregel

Wasted words is een nummer van beatgroep The Motions. Het is geschreven door Robbie van Leeuwen, gitarist van de band, en gezongen door Rudy Bennett. Van deze protestsong werden ruim 25.000 exemplaren verkocht waarvoor het blad Muziek Expres aan Van Leeuwen een zilveren award uitreikte. In de loop van het jaar liepen de verkoopcijfers verder op tot 80.000 exemplaren.
Voor wat commercie betreft was Wasted words de tegenhanger van Please go van The Golden Earrings. Het waren de jaren van strijd tussen Bovema (baas van Havoc) en Philips Records (baas van Polydor). Het nummer was bedoeld voor het album Introduction to... The Motions, dat wel gezien wordt als eerste beatalbum in Nederland. The Motions namen het op in de Bovema Studio in Heemstede; het is 1 september 1965. De eerste versies lieten ook mondharmonicaspel horen van Ruud Kleijn van The Torero's, maar bleken niet naar de zin. Toen de mondharmonica werd vervangen door een orgel, klonk het wel naar de zin van de heren. Rudy Bennett (zang), Robbie van Leeuwen (gitaar), Henk Smitskamp (basgitaar), Wim Jongbloed (orgel) speelden zo het nummer vol. Het nummer refereert aan Martin Luther King (die toen nog niet vermoord was): veel toespraken, maar niemand lijkt te luisteren ("It’s all wasted words"), Van Leeuwen is bewonderaar van het gedachtegoed van de Amerikaan. Het Engels van Bennett is dan nog van steenkolenengelse kwaliteit, iets wat de band gezien het succes van het nummer jarenlang achtervolgt. Bij de opnamen was er nog geen sprake van een (succesvolle) single; het zou wellicht de B-kant halen van I follow the sun. Pas als men aan het persen is, wisselt de maatschappij van gedachte; Wasted words werd A-kant; de eerste persing laat het dan ook als B-kant zien. Een promotiefilmpje werd gedraaid in een Amsterdamse afbraakbuurt.
The Motions probeerden nog een single te overhandigen aan Martin Luther King; lijfwachten hielden hen tegen.

## Hitnoteringen

### NPO Radio 2 Top 2000
| Nummer met noteringen in de NPO Radio 2 Top 2000 | '99  | '00  | '01  | '02  | '03 | '04  | '05  | '06  | '07  | '08  | '09  | '10  | '11  | '12  | '13  | '14  |
| ------------------------------------------------ | ---- | ---- | ---- | ---- | --- | ---- | ---- | ---- | ---- | ---- | ---- | ---- | ---- | ---- | ---- | ---- |
| Wasted words                                     | 1290 | 1406 | 1631 | 1073 | 929 | 1336 | 1163 | 1097 | 1433 | 1193 | 1480 | 1524 | 1842 | 1821 | 1653 | 1551 |

1. ↑  Een vetgedrukt getal geeft de hoogste notering aan.
2. ↑  Deze tabel is bijgewerkt tot en met de laatste editie (2024).

### Evergreen Top 1000
| Evergreen Top 1000 | Evergreen Top 1000 | Evergreen Top 1000 | Evergreen Top 1000 | Evergreen Top 1000 | Evergreen Top 1000 | Evergreen Top 1000 | Evergreen Top 1000 | Evergreen Top 1000 | Evergreen Top 1000 | Evergreen Top 1000 | Evergreen Top 1000 | Evergreen Top 1000 | Evergreen Top 1000 | Evergreen Top 1000 | Evergreen Top 1000 | Evergreen Top 1000 | Evergreen Top 1000 |
| Jaar               | 2008               | 2009               | 2010               | 2011               | 2012               | 2013               | 2014               | 2015               | 2016               | 2017               | 2018               | 2019               | 2020               | 2021               | 2022               | 2023               | 2024               |
| ------------------ | ------------------ | ------------------ | ------------------ | ------------------ | ------------------ | ------------------ | ------------------ | ------------------ | ------------------ | ------------------ | ------------------ | ------------------ | ------------------ | ------------------ | ------------------ | ------------------ | ------------------ |
| Positie            | -                  | -                  | -                  | -                  | -                  | 162                | 188                | 194                | 101                | 110                | 180                | 118                | 117                | 155                | 162                | 224                | 262                |